# Discografia di Cyndi Lauper
Questa è la discografia di Cyndi Lauper. Dall'inizio della sua carriera la cantante ha pubblicato 7 album registrati in studio, una raccolta di successi, Twelve Deadly Cyns...and Then Some; un album a tema natalizio, Merry Christmas... Have a Nice Life; un album di cover At Last dove reinterpreta canzoni degli anni '30-'50 ed un album di remake, The Body Acoustic, dove riarrangia e reinterpreta in maniera acustica, alcune canzoni tratte dal suo repertorio, insieme anche ad altri artisti.
Nella discografia di Cyndi Lauper si segnalano inoltre 2 remix album Hey Now! (Remixes & Rarities), pubblicato nel 2005 solo negli USA e Floor Remixes, pubblicato nel 2009 solo in Giappone.

## Album

### Album in studio
- 1983 - She's So Unusual
- 1986 - True Colors
- 1989 - A Night to Remember
- 1993 - Hat Full of Stars
- 1997 - Sisters of Avalon
- 2004 - Shine uscito solo in Giappone
- 2008 - Bring Ya to the Brink (Epic/Sony Music)

Nel 2000 l'album di debutto, She's So Unusual, originariamente edito dalla CBS è stato ristampato dalla Sony sotto l'edizione Epic/Legacy curata da Bruce Dickinson, con 3 tracce live in più: Money Changes Everything, She Bop e All Through The Night.
Nel 2008, per il solo mercato giapponese, sono state pubblicate in un cofanetto le ristampe, con una bonus track ciascuno, dei primi 3 album (She's So Unusual, True Colors e A Night to Remember), nonché Twelve Deadly Cyns... and Then Some. Mentre The Essential Cyndi Lauper originariamente pubblicata nel 2003 a livello internazionale, è stata ristampata in concomitanza con il tour mondiale, con 2 bonus tracks ed un DVD.

### Raccolte ufficiali
- 1994 - Twelve Deadly Cyns... and Then Some (Epic)
- 2005 - The Body Acoustic; album di canzoni in versione acustica

### Album promozionali
- 1997 - "Selections From Sisters of Avalon" (USA)

### Album a tema natalizio
- 1998 - Merry Christmas... Have a Nice Life

### Album di cover
- 2003 - At Last
- 2010 - Memphis Blues
- 2016 - Detour

### Album di remix
- 2005 - Hey Now! (Remixes & Rarities) (Sony Music/BMG); uscito solo negli USA
- 2009 - Floor Remixes (Epic/Sony Music); uscito solo in Giappone

#### Altre Raccolte

##### Epic
- 1998 - Wanna Have Fun (USA)
- 2000 - Time After Time - The Best of Cyndi Lauper
- 2000 - Cyndi Lauper - Vinteum Grandes Sucessos (2 CD) Brasile
- 2002 - V.I.P. (Germania)
- 2003 - All-Time Favourites (3 CD) USA

##### Epic/Legacy
- 2003 - The Essential Cyndi Lauper (Epic/Legacy)
  - 2008 - The Essential Cyndi Lauper (Sony); (CD+DVD) solo per il Giappone
- 2003 - The Great Cyndi Lauper
- 2006 - Collections (Epic/Legacy)

##### Sony Bmg
- 2007 - The Very Best of Cyndi Lauper (CD+DVD) Francia
- 2007 - 2 CD Collection: Hey Now (Remixes & Rarities) / Wanna Have Fun (USA)
- 2007 - Full Discover Package Cyndi Lauper (USA)
  - 2007 - #1-Discover Cyndi Lauper (USA)
  - 2007 - #2-Discover Further Cyndi Lauper (USA)
  - 2007 - #3-Discover More Cyndi Lauper (USA)
  - 2007 - #4-Discover Beyond Cyndi Lauper (USA)
- 2009 - True Colors: The Best of Cyndi Lauper (Sony Camden)

## Extended play
- 1986 - The 12" Tape - Five 12" Mixes on One Cassette Portrait/CBS (Australia e UK); musicassetta
  - 1986 - The Hit Cassette - Five Maxi Mixes on One Cassette Portrait/CBS (Paesi Bassi); musicassetta
  - 1986 - The 12" Records Portrait/CBS (Australia), versione promozionale; vinile
- 1988 - The 12" Mixes Portrait/CBS (Australia); CD
- 1988 - The Best Remixes Portrait/CBS (Giappone); CD
- 2002 - Shine Oglio Records; CD
- 2008 - True Colors Live '08; digitale

## Singoli
| Anno                                                        | Titolo                                                          | Posizioni massime in classifica | Posizioni massime in classifica | Posizioni massime in classifica | Posizioni massime in classifica | Posizioni massime in classifica | Posizioni massime in classifica | Posizioni massime in classifica | Posizioni massime in classifica | Posizioni massime in classifica | Posizioni massime in classifica | Posizioni massime in classifica | Posizioni massime in classifica | Certificazioni                                                                                      | Album di provenienza                |
| Anno                                                        | Titolo                                                          | US                              | US Dance                        | AUS                             | ITA                             | CAN                             | FRA                             | GER                             | NLD                             | NZL                             | SWE                             | SWI                             | UK                              | Certificazioni                                                                                      | Album di provenienza                |
| ----------------------------------------------------------- | --------------------------------------------------------------- | ------------------------------- | ------------------------------- | ------------------------------- | ------------------------------- | ------------------------------- | ------------------------------- | ------------------------------- | ------------------------------- | ------------------------------- | ------------------------------- | ------------------------------- | ------------------------------- | --------------------------------------------------------------------------------------------------- | ----------------------------------- |
| 1983                                                        | "Girls Just Want to Have Fun"                                   | 2                               | 1                               | 1                               | 3                               | 1                               | 2                               | 6                               | 4                               | 1                               | 5                               | 6                               | 2                               | - US: Platinum+ Platinum (MT)Gold (Digital) - UK: Silver - CAN: 2× Platinum - JPN: Gold - FRA: Gold | She's So Unusual                    |
| 1984                                                        | "Time After Time"                                               | 1                               | 2                               | 6                               | 5                               | 1                               | 9                               | 6                               | 8                               | 3                               | 10                              | 7                               | 3                               | - US: Gold - UK: Silver - JPN: Gold - CAN: Platinum                                                 | She's So Unusual                    |
| 1984                                                        | "She Bop"                                                       | 3                               | 10                              | 6                               | 5                               | 3                               | 34                              | 19                              | 41                              | 6                               | —                               | 10                              | 46                              | - US: Gold - CAN: Gold                                                                              | She's So Unusual                    |
| 1984                                                        | "All Through the Night"                                         | 5                               | —                               | 17                              | 5                               | 7                               | —                               | 35                              | —                               | 19                              | —                               | 16                              | 64                              | - CAN：Gold                                                                                         | She's So Unusual                    |
| 1984                                                        | "Money Changes Everything"                                      | 27                              | —                               | 19                              | —                               | 23                              | —                               | 54                              | —                               | 14                              | —                               | —                               | —                               | | She's So Unusual                    |
| 1985                                                        | "When You Were Mine"                                            | —                               | —                               | —                               | —                               | 62                              | —                               | —                               | —                               | —                               | —                               | —                               | —                               | | She's So Unusual                    |
| 1985                                                        | "The Goonies 'R' Good Enough"                                   | 10                              | —                               | 8                               | —                               | 9                               | —                               | 49                              | —                               | 22                              | —                               | —                               | —                               | - JPN: Platinum - CAN: Gold                                                                         | The Goonies (soundtrack)            |
| 1986                                                        | "True Colors"                                                   | 1                               | —                               | 3                               | 8                               | 1                               | 49                              | 18                              | 14                              | 8                               | —                               | 17                              | 12                              | - US: Platinum - CAN: Gold                                                                          | True Colors                         |
| 1986                                                        | "Change of Heart"                                               | 3                               | 4                               | 15                              | —                               | 13                              | 8                               | —                               | —                               | 41                              | —                               | —                               | 67                              | - US: Gold                                                                                          | True Colors                         |
| 1987                                                        | "What's Going On"                                               | 12                              | 17                              | 52                              | —                               | 30                              | —                               | —                               | 39                              | 30                              | —                               | —                               | 57                              | | True Colors                         |
| 1987                                                        | "Boy Blue"                                                      | 71                              | —                               | —                               | —                               | —                               | —                               | —                               | —                               | —                               | —                               | —                               | —                               | | True Colors                         |
| 1987                                                        | "Maybe He'll Know"                                              | —                               | —                               | —                               | —                               | —                               | —                               | —                               | —                               | —                               | —                               | —                               | —                               | | True Colors                         |
| 1988                                                        | "Hole in My Heart (All the Way to China)"                       | 54                              | —                               | 8                               | —                               | 86                              | —                               | —                               | —                               | 8                               | —                               | 13                              | —                               | | singolo                             |
| 1989                                                        | "I Drove All Night"                                             | 6                               | —                               | 11                              | —                               | 8                               | 10                              | 19                              | 54                              | 10                              | —                               | —                               | 7                               | - US: Gold - UK: Silver                                                                             | A Night to Remember                 |
| 1989                                                        | "My First Night Without You"                                    | 62                              | —                               | 47                              | —                               | —                               | 46                              | —                               | —                               | —                               | —                               | —                               | 53                              | | A Night to Remember                 |
| 1989                                                        | "Heading West"                                                  | —                               | —                               | 117                             | —                               | —                               | —                               | —                               | —                               | —                               | —                               | —                               | 68                              | | A Night to Remember                 |
| 1989                                                        | "A Night to Remember"                                           | —                               | —                               | —                               | —                               | —                               | —                               | —                               | —                               | —                               | —                               | —                               | —                               | | A Night to Remember                 |
| 1990                                                        | "Primitive"                                                     | —                               | —                               | —                               | —                               | —                               | —                               | —                               | —                               | —                               | —                               | —                               | —                               | | A Night to Remember                 |
| 1990                                                        | "Another Brick in the Wall (Part Two)" (featuring Roger Waters) | —                               | —                               | —                               | —                               | —                               | —                               | —                               | —                               | —                               | —                               | —                               | 82                              | | The Wall - Live in Berlin           |
| 1992                                                        | "The World Is Stone"                                            | —                               | —                               | —                               | —                               | —                               | 2                               | 100                             | —                               | —                               | —                               | —                               | 15                              | - FRA：Gold                                                                                         | Tycoon                              |
| 1993                                                        | "Who Let in the Rain"                                           | —                               | —                               | —                               | —                               | 76                              | —                               | —                               | —                               | 12                              | —                               | —                               | 32                              | | Hat Full of Stars                   |
| 1993                                                        | "That's What I Think"                                           | —                               | 14                              | —                               | —                               | —                               | —                               | —                               | —                               | —                               | —                               | —                               | 31                              | | Hat Full of Stars                   |
| 1993                                                        | "Sally's Pigeons"                                               | —                               | —                               | —                               | —                               | —                               | —                               | —                               | —                               | —                               | —                               | —                               | —                               | | Hat Full of Stars                   |
| 1993                                                        | "Hat Full of Stars"                                             | —                               | —                               | —                               | —                               | —                               | —                               | —                               | —                               | —                               | —                               | —                               | —                               | | Hat Full of Stars                   |
| 1994                                                        | "Hey Now (Girls Just Want to Have Fun)"                         | 87                              | —                               | 62                              | —                               | —                               | 3                               | 56                              | —                               | 4                               | 38                              | 37                              | 4                               | - UK: Silver                                                                                        | Twelve Deadly Cyns...and Then Some  |
| 1994                                                        | "I'm Gonna Be Strong"                                           | —                               | —                               | —                               | —                               | —                               | —                               | —                               | —                               | —                               | —                               | —                               | 37                              | | Twelve Deadly Cyns...and Then Some  |
| 1995                                                        | "Come on Home"                                                  | —                               | 11                              | —                               | —                               | —                               | —                               | —                               | —                               | —                               | —                               | —                               | 39                              | | Twelve Deadly Cyns...and Then Some  |
| 1997                                                        | "You Don't Know"                                                | 111                             | 16                              | —                               | —                               | —                               | —                               | —                               | —                               | —                               | —                               | —                               | 27                              | | Sisters of Avalon                   |
| 1997                                                        | "Sisters of Avalon"                                             | —                               | —                               | —                               | —                               | —                               | —                               | —                               | —                               | —                               | —                               | —                               | —                               | | Sisters of Avalon                   |
| 1997                                                        | "Ballad of Cleo and Joe"                                        | 125                             | 36                              | —                               | —                               | —                               | —                               | —                               | —                               | —                               | —                               | —                               | —                               | | Sisters of Avalon                   |
| 1998                                                        | "Early Christmas Morning"                                       | —                               | —                               | —                               | —                               | —                               | —                               | —                               | —                               | —                               | —                               | —                               | —                               | | Merry Christmas... Have a Nice Life |
| 1999                                                        | "Disco Inferno"                                                 | —                               | 8                               | —                               | —                               | —                               | —                               | —                               | —                               | —                               | —                               | —                               | —                               | | A Night at the Roxbury (soundtrack) |
| 2002                                                        | "Shine"                                                         | —                               | —                               | —                               | —                               | —                               | —                               | —                               | —                               | —                               | —                               | —                               | —                               | | Shine                               |
| 2003                                                        | "At Last"                                                       | —                               | —                               | —                               | —                               | —                               | —                               | —                               | —                               | —                               | —                               | —                               | —                               | | At Last                             |
| 2004                                                        | "Walk On By"                                                    | —                               | 10                              | —                               | —                               | —                               | —                               | —                               | —                               | —                               | —                               | —                               | —                               | | At Last                             |
| 2005                                                        | "Time After Time" (featuring Sarah McLachlan)                   | —                               | —                               | —                               | —                               | —                               | —                               | —                               | —                               | —                               | —                               | —                               | —                               | | The Body Acoustic                   |
| 2005                                                        | "Above the Clouds" (featuring Jeff Beck)                        | —                               | —                               | —                               | —                               | —                               | —                               | —                               | —                               | —                               | —                               | —                               | —                               | | The Body Acoustic                   |
| 2008                                                        | "Set Your Heart"                                                | —                               | —                               | —                               | —                               | —                               | —                               | —                               | —                               | —                               | —                               | —                               | —                               | | Bring Ya to the Brink               |
| 2008                                                        | "Same Ol' Story"                                                | —                               | 1                               | —                               | —                               | —                               | —                               | —                               | —                               | —                               | —                               | —                               | —                               | | Bring Ya to the Brink               |
| 2008                                                        | "Into the Night Life"                                           | —                               | 1                               | 82                              | —                               | —                               | —                               | —                               | —                               | —                               | —                               | —                               | 168                             | | Bring Ya to the Brink               |
| 2008                                                        | "A Christmas Duel" (featuring The Hives)                        | —                               | —                               | —                               | —                               | —                               | —                               | —                               | —                               | —                               | 4                               | —                               | —                               | | single only                         |
| 2009                                                        | "Girls Just Wanna Set Your Heart"                               | —                               | —                               | —                               | —                               | —                               | —                               | —                               | —                               | —                               | —                               | —                               | —                               | | Floor Remixes                       |
| 2010                                                        | "Just Your Fool"                                                | —                               | —                               | —                               | —                               | —                               | —                               | —                               | —                               | —                               | —                               | —                               | —                               | | Memphis Blues                       |
| 2010                                                        | "Early in the Mornin'"                                          | —                               | —                               | —                               | —                               | —                               | —                               | —                               | —                               | —                               | —                               | —                               | —                               | | Memphis Blues                       |
| 2011                                                        | "Home for the Holidays" (featuring Norah Jones)                 | —                               | —                               | —                               | —                               | —                               | —                               | —                               | —                               | —                               | —                               | —                               | —                               | | single only                         |
| 2012                                                        | "Sex Is in the Heel"                                            | —                               | 6                               | —                               | —                               | —                               | —                               | —                               | —                               | —                               | —                               | —                               | —                               | | Kinky Boots                         |
| "—" indica che l'album non si è classificato in quel Paese. |                                                                 |                                 |                                 |                                 |                                 |                                 |                                 |                                 |                                 |                                 |                                 |                                 |                                 | |                                     |

### Lati B inediti
- "Right Track Wrong Train" (Lato B del singolo "Girls Just Want to Have Fun" - 1984)
- "Heading for the Moon" (B-Side del singolo "True Colors", 1986)
- "Boy Blue" (Live) (B-Side del singolo "Hole in My Heart (All the Way to China)" - 1988)
- "Unabbreviated Love" (B-Side del singolo "My First Night Without You" - 1989)
- "Cold" (B-Side del singolo "Who Let In the Rain" - 1993)
- "That's What I Think" (Live Version) (B-Side del singolo "That's What I Think" - 1993)

### Singoli in altri progetti
Cyndi Lauper è presente in un singolo di Roger Waters (Pink Floyd) come "features"; partecipa in altri progetti a scopo umanitario quali USA for Africa, Peace Choir e N.M.L. No More Landmine; nel 2008 Cyndi Lauper duetta insieme ad un altro gruppo per una canzone-singolo di Natale.
- USA for Africa - "We Are the World" (1985)
- Roger Waters featuring Cyndi Lauper - "Another Brick in the Wall Part II" (1990)
- Peace Choir - "Give Peace a Chance" (1991)
- N.M.L. No More Landmine - "Zero Landmine" (2001)
- Dave Stewart & His Rock Fabulous Orchestra - "American Prayer" (2008)
- The Hives and Cyndi Lauper - "A Christmas Duel" (2008)
- Wyclef Jean feat. Cyndi Lauper - "Slumdog millionaire" (2009)

### Singoli promozionali
- "I'll Kiss You" (1985)
- "Unconditional Love" (Hong Kong, 1991)
- "Early Christmas Morning" (1998)
- "Walk On By" (2003)
- "Until You Come Back to Me (That's What I'm Gonna Do)" (2004)
- "Stay" (2004)
- "Girls Just Want to Have Fun" featuring Puffy Ami Yumi (Giappone, 2005)
- "Time After Time" featuring Sarah McLachlan (2005)
- "Above the Clouds" featuring Jeff Beck (2006)
- "Set Your Heart" (2008)
- "Into the Night Life" (USA, 2008)

### Altri Singoli
- "You Make Loving Fun"
  - (1984) Jam Spot (Giappone) - vinile da 12"
  - (1989) Vavan Media Inc. (Giappone) - mini CD

## Colonne sonore
- The Goonies (1985)
- A Night at Roxbury (1998)
- Southie - Original Motion Picture Soundtrack (1999)
- Rugrats in Paris: The Movie - Rugrats II (2000)
- Queer as Folk - The Last Season (2005)
- The Backyardigans: Born to Play (2008)

In generale, Cyndi Lauper è presente in colonne sonore di film, serie TV e film d'animazione.
Nel dettaglio, nell'album della colonna sonora "I Goonies" Cyndi Lauper interpreta due canzoni: "(The Goonies 'R') Good Enough" canzone-tema principale insieme a "What a Thrill".
Reinterpreta il brano Disco Inferno, per la colonna sonora del film A Night at Roxbury.
Partecipa nel 1999 nel brano intitolato "If by Chance", cantato dal gruppo Wild Colonials, nella colonna sonora del film Southie.
Nel 2000, per la colonna sonora del cartone animato Rugrats in Paris: The Movie - Rugrats II, sequel del precedente The Rugrats Movie, Cyndi Lauper registra invece la canzone "I Want a Mom That Will Last Forever", utilizzata anche per sponsorizzare il film negli USA.
Nella colonna sonora di Queer as Folk - The Last Season, pubblicata nel 2005, vi è inserita una nuova versione remixata della canzone Shine, chiamata «Babylon Mix».
Nella terza stagione della serie TV a cartoni animati The Backyardigans: Born to Play, andata in onda in Canada nel 2008, la Lauper canta "The Lady in Pink".

## Partecipazioni a raccolte
- Music Speaks Louder Than Words (1990)
- A Very Special Christmas 2 (1992)
- Put On Your Green Shoes (1993)
- Woman Rock: Girls and Guitars (2001)
- True Colors (2007)

In "Music Speak Louder Than Words" Cyndi Lauper canta "Cold Sky". Nella seconda raccolta a tema natalizio "A Very Special Christmas", pubblicata nel 1992, Cyndi Lauper duetta con Frank Sinatra in "Santa Claus Is Coming to Town". Insieme a Eric Bazilian, Rob Hyman e Three Cats and a Fiddle, Cyndi Lauper apre con "Put On Your Green Shoes" una raccolta del 1993 creata per l'intrattenimento dei più piccoli, per sensibilizzare al rispetto nel mondo per l'ambiente.

### Album di remake
- 1992 - Tycoon
- 2003 - Wig in a Box - Songs from and inspired by Hedwig and the Angry Inch

### Album tributo
- 2003 - Sincerely... 2 - Mariya Takeuchi Songbook
- 2004 - Creole Bred - A Tribute to Creole & Zydeco

"Tycoon" è un album-remake del 1992 in versione inglese dell'opera rock franco-canadese Starmania. Cyndi Lauper reinterpreta "Le monde est stone", che nell'album in questo caso è "The World is Stone" insieme ad un'altra canzone, "Les uns contre les autres" che diventa invece, "You Have to Learn to Live Alone".
Nel 2003 Cyndi Lauper si presenta in 2 compilation in 2 ambiti diversi: in "Sincerely... 2", un album-tributo ad un'artista giapponese Mariya Takeuchi, cantante e compositrice, in cui interpreta "Winter Lovers"; ed altro progetto che è Wig in a Box un album le cui canzoni sono state, in qualche modo, sia ispirate che tratte dallo spettacolo teatrale Hedwig and the Angry Inch (1997): in questo ambito Cyndi Lauper canta insieme a The Minus 5 il brano "Midnight Radio".

## Videografia

### Album video
- Prime Cuts - CBS/Fox Video Music (1984) - Formati: VHS
- Cyndi Lauper in Paris - PolyGram, (1987) - Formati: VHS, laserdisc, DVD (solo in Brasile)
- Twelve Deadly Cyns...and Then Some - Sony, (1995) - Formati: 1995 (VHS), 2000 (DVD)
- Live... At Last - Sony, (2004) - Formati: DVD
- To Memphis, with Love - Megaforce Records, (2011) - Formati: DVD

### Video musicali
- "Girls Just Want to Have Fun" (1983) Regia: Edd Griles
- "Time After Time" (1984) Regia: Edd Griles
- "She Bop" (1984) Regia: Edd Griles
- "Money Changes Everything"	(1984) Regia: Patricia Birch
- "The Goonies 'R' Good Enough" (1985) Regia: Richard Donner
- "True Colors" (1986) Regia: Patricia Birch
- "Change of Heart" (1986) Regia: Andy Morahan
- "What's Going On" (1987) Regia: Andy Morahan
- "Boy Blue" (1987) Regia: Andy Morahan
- "Hole in My Heart (All the Way to China)" (1988) Regia: Edd Griles
- "I Drove All Night" (1989) Regia: Scott Kalvert e Cyndi Lauper
- "My First Night Without You" (1989) Regia: Sconosciuto
- "Heading West" (1989) Regia: Sconosciuto
- "A Night to Remember" (1989) Regia: Sconosciuto
- "Primitive" (1989) Regia: Sconosciuto
- "The World Is Stone" (1992) Regia: John Maybury
- "Who Let in the Rain" (1993) Regia: Cyndi Lauper
- "Sally's Pigeons" (1993) Regia: Cyndi Lauper
- "That's What I Think" (1993) Regia: Cyndi Lauper
- "Hey Now (Girls Just Want to Have Fun)" (1994) Regia: Cyndi Lauper
- "I'm Gonna Be Strong" (1995) Regia: Cyndi Lauper
- "Come on Home" (1995) Regia: Sconosciuto
- "You Don't Know" (1997) Regia: Cyndi Lauper
- "Sisters of Avalon" (1997) Regia: Sconosciuto
- "Ballad of Cleo and Joe" (1997) Regia: Sconosciuto
- "At Last" (2003) Regia: Sconosciuto
- "Stay" (2003) Regia: Sconosciuto
- "Unchained Melody" (live in Mexico) (2003) Regia: Sconosciuto
- "Above the Clouds" (2005) Regia: Sconosciuto
- "She Bop" (ballad version) (2005) Regia: Sconosciuto
- "Money Changes Everything" (ballad version) (2005) Regia: Sconosciuto
- "Into the Nightlife" (2008) Regia: Cyndi Lauper
- "Girls Just Wanna Set Your Heart" (2009) Regia: Karl Giant